# Gonzalo Iwasaki
Gonzalo Francisco Iwasaki Cauti (Lima, 15 de febrero de 1959) es un periodista, músico, presentador de televisión y maestro de ceremonias peruano, que ha sido conductor de diferentes noticieros en su país. Es hermano del escritor Fernando Iwasaki.

## Biografía

### Primeros años
Gonzalo Francisco Iwasaki Cauti nació el 15 de febrero de 1959 en Lima, siendo el primero de 7 hijos de la familia Iwasaki, además de ser el hermano mayor del escritor Fernando Iwasaki y padre del músico Gabriel Iwasaki (nacido en 1993). Estudió la carrera de teleeducación en la Pontificia Universidad Católica del Perú y música en el Taller de la Canción Popular del Conservatorio Nacional de Música.

### Carrera televisiva
Comenzó su carrera periodística en 1983 a la edad de los 24 años, cuando asumió la conducción del noticiero 90 segundos y fue catalogado como «la revelación del año» por parte del Círculo de Cronistas del Espectáculo.
Tiempo después, Iwasaki ingresa a la cadena ATV para presentar el espacio de noticias El noticiero del 9 allá por el año 1986 y condujo el programa La Semana y recibió el galardón como el «mejor presentador de noticias» por parte de los Premios CIRCE.
En el año 1988, Iwasaki ingresó a Panamericana Televisión como reportero, no fue hasta el año 1990 cuando se suma a Buenos días, Perú por varias temporadas hasta el año 1999.[cita requerida] Seguidamente, Iwasaki ingresa a la conducción del programa de debates Pulso y el dominical Panorama. Además, Iwasaki condujo su noticiero 24 horas al lado de Mariana Sánchez-Aizcorbe, sustituida por Valia Barak y posteriormente por Denise Arregui entre 1997 y 1999.[cita requerida] En septiembre de 2005, Iwasaki donde condujo el programa Código: encontrados por televisión. Tras ponerle pausa a su carrera periodística, Iwasaki regresa a la televisión en 2007 retomando la conducción de Buenos días, Perú siendo reemplazado por José Mariño y posteriormente el noticiero 24 Horas: Edición Mediodía la cual se mantuvo hasta el 2010.
Años después, en 2019 fue presentado como conductor del espacio Willax noticias para el canal Willax Televisión, la cual comparte en la actualidad el rol junto a Marisel Linares. Asumió la conducción de su programa concurso Gana con Willax por la misma televisora en el año 2021.

### Participaciones menores
Iwasaki se incursionó en la música integrando la banda musical Tiempo Nuevo, desempeñando como multinstrumentalista y participó en el escenario junto a conocidas figuras como Susana Baca y Tania Libertad. Además, integró el grupo musical Latinoamericano con el mismo rol. También desde joven tuvo unas breves participaciones en las películas peruanas Todos somos estrellas y La manzanita del diablo.
En 2009 fue graduado Capitán de Comunicaciones para el Ejército del Perú.
En el año 2011 participó como uno de los jurados del certamen de belleza peruano Miss Nikkei Perú y fue maestro de ceremonias del Miss Perú 1989.[cita requerida] En 1985 también fue maestro de ceremonias del especial televisivo de la telenovela Las amazonas.
Presentó sus shows musicales «Lorena y Gonzalo… mucho más que dos» en 2007 con la actriz Lorena Caravedo, «La música de la tele» en 2009 con la cantante criolla Maritza Rodríguez y posteriormente «Cuéntame un bolero» en 2014, la cual interpretaba versiones de algunas canciones del dicho género.
Por otro lado se desempeñó temporalmente como vocero del Ministerio Público y comunicador de Aero Continente. Posteriormente asumió como gerente de comunicaciones del club de fútbol Universitario de Deportes hasta su renuncia en el 2011, debido a razones personales y atravesando los problemas internos dentro de la entidad deportiva.
En 2023, Keiko Fujimori convocó a Iwasaki para el fallido proyecto de debate extraoficial con Pedro Castillo, durante las elecciones presidenciales.

## Televisión
| Año           | Título                          | Rol                     | Emisión                 | Ref.             |
| ------------- | ------------------------------- | ----------------------- | ----------------------- | ---------------- |
| 1983-1985     | 90 segundos                     | Presentador de noticias | Frecuencia 2            | [ 11 ]           |
| 1985-1986     | Domingos para la juventud       | Presentador             | Canal 9                 | [cita requerida] |
| 1985-1990     | El noticiero del 9              | Presentador de noticias | Canal 9                 | [ 11 ]           |
| 1987          | La Semana                       | Presentador de noticias | Canal 9                 | [ 11 ]           |
| 1989          | Miss Perú                       | Maestro de ceremonias   |                         | [cita requerida] |
| 1990-1996     | Buenos días, Perú               | Presentador de noticias | Panamericana Televisión | [ 11 ]           |
| 1999          | Buenos días, Perú               | Presentador de noticias | Panamericana Televisión | [cita requerida] |
| 2007-2009     | Buenos días, Perú               | Presentador de noticias | Panamericana Televisión | [ 20 ]           |
| 2009          | Buenos días, Perú               | Presentador de noticias | Panamericana Televisión | [ 8 ]            |
| 1994-1999     | Panorama                        | Reportero               | Panamericana Televisión | [cita requerida] |
| 1997-1999     | 24 horas                        | Presentador de noticias | Panamericana Televisión | [ 21 ]           |
| 1999-2000     | Confirmado                      | Presentador de noticias | TV Perú                 | [cita requerida] |
| 2000          | Por el mundo                    | Presentador             | ATV                     | [ 22 ]           |
| 2005-2008     | Pulso                           | Presentador             | Panamericana Televisión | [cita requerida] |
| 2016          | Porque hoy es sábado con Andrés | Invitado especial       | Panamericana Televisión | [ 23 ]           |
| 2019          | Primer plano                    | Presentador de noticias | Willax Televisión       | [ 24 ]           |
| 2019-presente | Willax noticias                 | Presentador de noticias | Willax Televisión       | [ 9 ]            |
| 2021          | Gana con Willax                 | Presentador             | Willax Televisión       | [ 10 ]           |

## Cine
- Todos somos estrellas (1988)[cita requerida]
- La manzanita del diablo (1990)[cita requerida]
- Don Juan Tenorio (1992)[1]

## Premios y nominaciones
| Año  | Premios       | Categoría                       | Resultado | Ref.  |
| ---- | ------------- | ------------------------------- | --------- | ----- |
| 1986 | Premios CIRCE | «Mejor presentador de noticias» | Ganador   | [ 1 ] |
| 1989 | Premios CIRCE | «Mejor presentador de noticias» | Ganador   | [ 1 ] |
| 1998 | Premios CIRCE | «Mejor presentador de noticias» | Ganador   | [ 1 ] |